# 브레다 선언
브레다 선언(Declaration of Breda, 1660년 4월 4일 발표)은 잉글랜드의 찰스 2세가 왕정복고를 위하여 영국에 돌아가기 직전, 네덜란드의 브레다에서 발표한 영국 국민에 대한 약속이다.

## 주요내용
- 혁명 관계자에 대해서는 의회의 결의에 따라 제외된 자 이외는 사면을 인정할 것
- 의회가 제출하는 법률에 따라 신앙의 자유를 인정할 것
- 혁명 시대에 획득한 재산에 대해서는 그 소유자의 소유권을 인정할 것
- 의회의 법률에 따라 군인(공화국의 군인을 포함)의 급료 중 미불분을 전부 지불할 것

그 밖에 브레다 선언에서는 특히 몽크 장군 및 그 막하장병의 노고에 대한 왕의 감사의 뜻도 표명되어 있다.